# Самоцвет, Феофил Матвеевич
Феофил Матвеевич Самоцвет (9 июня 1834, Чернигов, Российская Империя — 27 ноября 1905, Брянск, Российская Империя) — русский военный деятель и педагог, генерал от инфантерии (1905), участник Крымской войны. Директор Оренбургского Неплюевского кадетского корпуса (1876—1905).

## Биография
Родился Феофил Матвеевич 9 июня 1834 года в Чернигове. Отец Матвей Михайлович был капитаном гвардии, из дворян Черниговской губернии. Сначала Феофил Матвеевич служил поручиком в Люблинском егерском полке. С 14 июня по 21 августа 1854 года в составе Люблинского егерского полка и Дунайской армии участвовал в боях под крепостью Силистрией, а также за переправу через Дунай. 15 декабря 1854 года Высочайшим приказом переведён в Егерский лейб-гвардии полк подпоручиком. Был отправлен в Николаевскую академию Генерального штаба для образования в высших военных науках. По окончании своего курса наук, отправился в департамент Генерального штаба и был назначен 21 декабря 1859 года в резервную дивизию 4-го армейского корпуса. 17 апреля 1860 года произведён в поручики.
29 июня 1860 года был назначен на должность помощника инспектора классов с отчислением от Генерального штаба. 17 апреля 1863 года был произведён в штабс-капитаны с оставлением в занимаемой должности, а 27 марта 1866 года был произведён в капитаны и награждён орденом Святой Анны III степени. Также был назначен инспектором классов 4-го Оренбургского военного училища и Оренбургской Неплюевской военной гимназии, а также Феофил Матвеевич был произведён на вакансию в полковники лейб-гвардии Гатчинского полка с оставлением в настоящей должности и награждён орденом Святого Станислава II степени. По случаю упразднения Оренбургского военного училища, 23 июля 1870 года отправлен в Оренбургскую Неплюевскую военную гимназию и 23 марта 1871 года был награждён орденом Святого Владимира IV степени, а также был награждён орденом Святого Станислава II степени с Императорской короной.
Дважды временно исполнял дела директора Оренбургской Неплюевской военной гимназии и после этого был назначен директором Оренбургской Неплюевской гимназии. 30 августа 1876 года был награждён орденом Святой Анны II степени. 30 августа 1879 года Феофил Матвеевич был награждён орденом Святого Владимира III степени. 30 августа 1880 года за отличие по службе Феофил был произведён в генерал майоры, с оставлением в должности. 6 мая 1884 года был награждён орденом Святого Станислава I степени, а 30 августа 1888 года он был награждён орденом Святой Анны I степени. 30 августа 1892 года Феофил Матвеевич Самоцвет был награждён орденом Святого Владимира II степени.
Награждён бронзовой медалью за труды по народной переписи 1897 года. 30 июня 1900 года за отличие по службе произведён в генерал-лейтенанты с оставлением в должности. 25 сентября 1900 года корпус посетил Великий князь Константин Константинович. Был награждён в августе 1903 года орденом Белого Орла.
27 ноября 1905 года Феофил Матвеевич скончался в Бежицах. 21 декабря 1905 года он посмертно был произведён в генералы от инфантерии с увольнением.
Дети: Евгения (24 ноября 1863), Наталия (30 июля 1865), Матвей (1867—1936), Мария (28 января 1869), Николай (31 августа 1871).

## Чины
Вступил в службу подпоручиком (13.08.1853), переименован в подпоручики гвардии (22.08.1854), поручик гвардии (ст. 17.04.1860), штабс-капитан гвардии «за отличие по службе» со ст. 17.04.1863 (1863), капитан гвардии (ст. 27.03.1866), полковник (ст. 20.04.1869), Генерал-майор («за отличие по службе» 30.08.1880), Генерал-лейтенант («за отличие по службе» со ст. 30.06.1900). Генерал от инфантерии с 6 декабря 1905 года (посмертно). Также является почётным членом Совета Оренбургского Николаевского института (на 1.09.1896), почётный старик Оренбуржского Казачьего войска и почётный казак Оренбургской станицы Оренбургского казачьего войска.

## Награды
- Орден Святого Владимира:
  - ІІ степени (1892),
  - ІІІ степени (1879),
  - ІѴ степени (1871);
- Орден Белого орла (1903);
- Орден Святой Анны:
  - І степени (1888),
  - ІІ степени (1876),
  - ІІІ степени (1866);
- Орден Святого Станислава:
  - І степени (1884),
  - ІІ степени с императорской короной (1871),
  - ІІ степени (1869);
- Медаль «За труды по первой всеобщей переписи населения» (1897);
- Орден Короны ІІ степени (Пруссия, 1873);
- Знак отличия беспорочной службы за ХL лет (1898).